# Trangoška
Trangoška – górska osada turystyczna na Słowacji, leżąca u południowych podnóży głównego grzbietu Niżnych Tatr, w ich zachodniej części zwanej Ďumbierske Tatry. Położona jest w zamknięciu Doliny Bystrej, na wysokości ok. 1100 m n.p.m. W szerszym znaczeniu nazwą tą określa się czasem całą najwyższą część Doliny Bystrej (słow. Trangošská dolina).
Osada leży u południowego podnórza góry Chopok. Należy do wsi Horná Lehota, w powiecie Brezno, w kraju bańskobystrzyckim. Jest oddalona o 13 kilometrów na północ od Brezna oraz 17 kilometrów na południe od Liptowskiego Mikułasza.

## Szlaki turystyczne
Trangoška jest od dawna punktem wyjścia od południa wycieczek na główny grzbiet Niżnych Tatr, na Chopok i Dziumbier. Przechodzą tędy 2 szlaki turystyczne:
- zielony szlak Trangoška – Halašova,
- żółty szlak Srdiečko – Trangoška[3].